# 柚月純
柚月 純（ゆづき じゅん、3月22日 - ）は、日本の漫画家。血液型AB型。「迷子の少年たちへ」でデビュー。

## 作品リスト
全て講談社コミックス別冊フレンドから刊行されている。
- Kiss me ベイビー（2001年、全1巻）
  1. 2001年9月11日発売[2]、『別冊フレンド』2001年6月号 - 8月号、ISBN 4-06-341252-0
    - チェリーにくちづけ
- 先生、教えてあげる（2002年、全1巻)
  1. 2002年2月9日発売[3]、ISBN 4-06-341273-3
    - 抱きしめて、ハニー
    - 先生、教えてあげる♥
    - ダーリン・マニア♥
    - ヴァージン・ラブ
- Pinkの遺伝子（2003年 - 2006年、全7巻）
- 学園王子 （2006年 - 2011年、全12巻）
- 薔薇とオオカミ（2011年 - 2012年、全3巻）
  1. 2012年2月13日発売[4]、『別冊フレンド』2011年11月号 - 2012年2月号、ISBN 978-4-06-341785-2
  2. 2012年8月10日発売[5]、『別冊フレンド』2012年4月号 - 7月号、ISBN 978-4-06-341814-9
  3. 2013年1月11日発売[6]、『別冊フレンド』2012年9月号 - 12月号、ISBN 978-4-06-341839-2
- 王子様には毒がある。[7]（2015年 - 2019年、全10巻）
  1. 2015年9月11日発売[8]、『別冊フレンド』2015年6月号[9] - 8月号、ISBN 978-4-06-392007-9
    - 鮎川レナは死後4日[10]（『別冊フレンド』2014年8月号）

  2. 2016年2月12日発売[11]、『別冊フレンド』2015年10月号 - 2016年1月号、ISBN 978-4-06-392028-4
  3. 2016年7月13日発売[12][13][14]、『別冊フレンド』2016年3月号 - 6月号、ISBN 978-4-06-392051-2
  4. 2016年12月13日発売[15]、『別冊フレンド』2016年8月号 - 11月号、ISBN 978-4-06-392091-8
  5. 2017年5月12日発売[16]、『別冊フレンド』2017年1月号 - 4月号、ISBN 978-4-06-392116-8
  6. 2017年10月13日発売[17][18]、『別冊フレンド』2017年6月号 - 9月号、ISBN 978-4-06-392136-6
  7. 2018年3月13日発売[19]、『別冊フレンド』2017年11月号 - 2018年2月号、ISBN 978-4-06-511052-2（CD付き特装版[20][21]:ISBN 978-4-06-510857-4）
  8. 2018年8月9日発売[22]、『別冊フレンド』2018年4月号 - 7月号、ISBN 978-4-06-512379-9
  9. 2019年1月11日発売[23]、『別冊フレンド』2018年9月号 - 12月号、ISBN 978-4-06-514218-9
  10. 2019年6月13日発売[24]、『別冊フレンド』2019年2月号 - 5月号、ISBN 978-4-06-516032-9
- 婚約者（フィアンセ）さまから逃げられない[25]（『別冊フレンド』2021年6月号[26] - 2024年2月号[27]、全6巻）
  1. 2021年9月13日発売[28][29]、『別冊フレンド』2021年6月号[26] - 8月号、ISBN 978-4-06-524802-7
  2. 2022年2月10日発売[30]、『別冊フレンド』2021年10月号 - 2022年2月号、ISBN 978-4-06-526842-1
  3. 2022年8月12日発売[31]、『別冊フレンド』2022年3月号、5月号 - 7月号、ISBN 978-4-06-528753-8
  4. 2023年2月13日発売[32]、『別冊フレンド』2022年9月号 - 10月号、2022年12月号 - 2023年1月号、ISBN 978-4-06-530573-7
  5. 2023年9月13日発売[33]、『別冊フレンド』2023年3月号、5月号、7月号、8月号、ISBN 978-4-06-532950-4
  6. 2024年3月13日発売[34]、『別冊フレンド』2023年10月号 - 2024年2月号、ISBN 978-4-06-534602-0

### 単行本未収録作品
- 抱かれてはじまる恋もある。[35]（『姉フレンド』2017年4号）